# Erin Phillips
Erin Victoria Phillips (ur. 19 maja 1985 w Carlton) – australijska koszykarka występująca na pozycji rzucającej, mistrzyni świata, WNBA, wicemistrzyni olimpijska.
We wrześniu 2016 została piłkarką nożną zespołu Adelaide Football Club, występującego w lidze Australian Football League (AFL). Zespół reprezentowała w 2017.
W koszykówkę zaczęła grać w wieku 13 lat. W 2005 roku została wybrana z numerem 31 w 2 drafcie do drużyny WNBA Connecticut Sun. W czasie off-season 2008-2009 grała w Ramat Hasharon (Izrael). W sezonie 2009/10 była zawodniczką Lotosu Gdynia, z którym zdobyła Puchar Polski i mistrzostwo Polski. Od 2010 grała w Wiśle Can-Pack Kraków i zdobyła z tą drużyną dwukrotnie mistrzostwo Polski, w 2011 i 2012 roku.
Od 19 roku życia reprezentuje barwy Australii, w 2006 roku zdobyła złoty medal Mistrzostw Świata, a w 2008 srebrny medal olimpijski.
10.02.2011 podpisała kontrakt z mistrzyniami WNBA – Seattle Storm, lecz została wymieniona do zespołu Indiana Fever.

## Osiągnięcia
Na podstawie, o ile nie zaznaczono inaczej.

### WNBA
- Mistrzyni WNBA (2012, 2014)
- Liderka WNBA w skuteczności rzutów za 3 punkty (2014)[4]

### Drużynowe
- Mistrzyni:
  - Polski (2010, 2011, 2012)[5][6][7]
  - Australii (2008)
- Wicemistrzyni Polski (2013)[8]
- Zdobywczyni pucharu Polski (2010, 2012)[5][7]
- Finalistka pucharu:
  - Polski (2013)[8]
  - Izraela (2009)[9]
- Uczestniczka rozgrywek:
  - Euroligi (2009–2015)
  - Ligi Światowej FIBA (2005)

### Indywidualne
- MVP finałów PLKK (2010)
- Najlepsza zawodniczka:
  - występująca na pozycji obronnej TBLK (2011 według eurobasket.com)[6]
  - defensywna TBLK (2011 według eurobasket.com)[6]
  - zagraniczka TBLK (2011 według eurobasket.com)[6]
- Zaliczona do:
  - I składu:
    - WNBL (2005, 2006, 2007)[10][11]
    - TBLK (2011 przez eurobasket.com)[6]
    - zawodniczek zagranicznych TBLK (2011 przez eurobasket.com)[6]

  - II składu TBLK (2010, 2013 przez eurobasket.com)[5][8]
  - składu Honorable Mention TBLK (2012 przez eurobasket.com)[7]
- Uczestniczka meczu gwiazd PLKK (2011, 2012)[6][7]
- Liderka ligi:
  - australijskiej (WNBL) w asystach (2006, 2007)[10][11]
  - izraelskiej w przechwytach (2009)[9]

### Reprezentacja
- Mistrzyni świata (2006)
- Wicemistrzyni:
  - olimpijska (2008)
  - turnieju Diamond Ball (2008)
- Brązowa medalistka mistrzostw świata (2014)
- Uczestniczka:
  - mistrzostw świata (2006, 2010 – 5. miejsce, 2014)
  - igrzysk olimpijskich (2008, 2016 – 5. miejsce)